# 徐光 (1920年)
徐光（1920年3月—），女，直隶（今河北）南宫人，中华人民共和国政治人物，曾任天津市妇女联合会主席、北京市妇女联合会主任。第三届全国人大代表。

## 生平
1934年入读南宫县女子师范。1937年七七事变后参加革命，1938年加入中国共产党。抗日战争时期，历任河北省南宫县妇女抗日救国会宣传部长，冀南区妇救会总会武装部长、分区妇救会主任。第二次国共内战时期，历任中共邯郸市委委员，市委政策研究室主任，衡水专区妇联主任、衡水地委妇委书记。1949年后，历任中共通县县委副书记、宣传部部长，河北省民主妇女联合会福利部长、副主席。1952年调至天津市民主妇女联合会工作。1952年9月至1959年10月，任天津市妇联副主席。1959年10月，任主席。文化大革命中，被诬陷为“反革命修正主义分子”、“顽固不化的走资派”，遭到抄家、揪斗关牛棚、送干校劳动等迫害。1970年被批准到北京市治病。
1973年，在北京市妇联工作。1980年6月至1983年4月，任北京市妇联党组书记、主任。